# 史蒂文·希夫
史蒂文·哈維·希夫（英語：Steven Harvey Schiff，1947年3月18日—1998年3月25日）是美國共和黨籍政治人物，出生於芝加哥。1988年當選為代表新墨西哥州第一選區的美國眾議院議員。

## 生平
出生於伊利諾州芝加哥。1968年獲得伊利諾大學厄巴納－香檳分校的學士學位。1972 年獲得新墨西哥大學法學院的法學博士學位。1969年加入新墨西哥州空軍國民警衛隊。1972年起擔任伯納利歐縣助理地方檢察官。1980年至1988年間，擔任伯納利歐縣地方檢察官。
1988年，當選為代表新墨西哥州第一選區的美國眾議院議員。
1993年3月，他要求國防部就羅斯威爾事件提供更多資訊，但國防部反應冷淡。1994年1月，在他的要求之下，美國政府問責署展開了針對羅斯威爾事件的調查。
1998年3月25日，因鱗狀細胞癌，在阿布奎基病逝，享年51歲。

## 獲獎
- 2004年，在其身後獲得UFO政治倡導團體範式研究小組頒予PRG獎的政治勇氣獎[1]。

## 外部連結
- 美國國會國家人物傳記大辭典中的傳記
- 由華盛頓郵報維護的投票記錄
- C-SPAN內的頁面（英文）
- 史蒂文·希夫在互联网电影资料库（IMDb）上的資料（英文）